# Geoff Petrie
Geoffrey Michael Petrie (* 17. April 1948 in Pennsylvania, Pennsylvania) ist ein ehemaliger US-amerikanischer Basketballspieler und -manager. 

## Karriere
Petrie war der erste Spieler, der von den neugegründeten Portland Trail Blazers im NBA-Draft 1970 ausgewählt wurde. Er spielte bereits in seiner Debütsaison im NBA All-Star Game und wurde Co-Rookie of the Year gemeinsam mit Dave Cowens 1971. In seinem ersten Jahr gelangen ihm im Durchschnitt 24,8 Punkte. Bis 2005 hielt er mit 51 Punkten den vereinsinternen Rekord für die meisten Punkte in einem Spiel. Dieser Rekord wurde 2005 von Damon Stoudamire eingestellt. 1974 erhielt Petrie seine zweite All-Star-Nominierung. 
1976 wurde Petrie für Maurice Lucas zu den Atlanta Hawks transferiert, musste jedoch seine Karriere im Alter von 27 aufgrund einer schweren Knieverletzung beenden. Die Blazers zogen jedoch seine Trikotnummer 45 zu seinen Ehren zurück. In seiner sechsjährigen NBA-Karriere erzielte Petrie im Durchschnitt 21,8 Punkte.
Nach seiner Karriere arbeitete Petrie zunächst in der Wirtschaft, ehe er 1985 zu den Blazers zurückkehrte und in verschiedenen Positionen tätig war. 1994 wurde Petrie von den Sacramento Kings als Manager verpflichtet. In dieser Position strukturierte er die Kings Anfang der 2000er zu einer erfolgreichen Mannschaft um, wofür er 1999 und 2001 mit dem NBA Executive of the Year Award ausgezeichnet wurde. In dieser Tätigkeit blieb er bis 2013, ehe er durch Pete D’Alessandro ersetzt wurde.